# Zingst
Zingst je obec v německé spolkové zemi Meklenbursko-Přední Pomořansko. Leží v okrese Přední Pomořansko-Rujána na severním okraji státu. Z větší části se územím shoduje s částí Zingst poloostrova Fischland-Darß-Zingst v Baltském moři.
Obcí dříve vedla železniční trať Velgast - Prerow, ale na té dnes končí provoz v Barthu a v úseku procházejícím Zingstem už ani nejsou koleje, protože byly po druhé světové válce v rámci reparací odevzdány Sovětskému svazu.